# Путилин, Павел Иванович
Па́вел Ива́нович Пути́лин (род. 24 октября 1958, Верхняя Матрёнка, Липецкая область) — российский государственный деятель, кандидат сельскохозяйственных наук. Председатель Липецкого областного Совета депутатов в 2005—2021 годах. 

## Биография
Родился 24 октября 1958 года в селе Верхняя Матрёнка Добринского района Липецкой области.
Окончил Воронежский сельскохозяйственный институт по специальности «инженер-механик».
С 1976 года работал слесарем, главным инженером колхоза, затем — начальником животноводческого комплекса в колхозе имени Фрунзе Добринского района Липецкой области.
В 1986 году был на партийной работе в Добринском районе.
С июня 1988 года директор госсемхоза «Петровский» Добринского района.
В 1998 году избран депутатом Липецкого областного Совета. Возглавлял агропромышленный комитет, входил в комитете по экономике.
В 2002 году избран депутатом Липецкого областного Совета третьего созыва. Возглавил комитет по вопросам агропромышленного комплекса, земельных отношений и экологии.
В декабре 2005 года избран председателем Липецкого областного Совета депутатов. В октябре 2006 года переизбран на этот пост.
8 октября 2006 года избран по одномандатному округу в Липецкий областной Совет депутатов IV созыва с наиболее высоким показателем по области — 79,08 %.
4 декабря 2011 года избран по одномандатному округу в Липецкий областной Совет депутатов V созыва.
13 декабря 2011 года в третий раз избран председателем областного совета депутатов.
Прекратил свои полномочия на посту председателя Липецкого областного Совета в 19 сентября 2021 года. Остаётся депутатом Совета.  

## Награды и звания
- Орден Александра Невского (2022)[1]
- Орден Почёта
- Золотая медаль Минсельхоза России «За вклад в развитие агропромышленного комплекса России»
- Заслуженный работник сельского хозяйства Российской Федерации
- Почётный работник общего образования Российской Федерации
- Нагрудный знак «За заслуги перед Липецкой областью» (2018)
- Почётный гражданин Липецкой области (2021)[2]